# Bockscar
Boeing B-29 «Bockscar» — самолёт, сбросивший 9 августа 1945 года атомную бомбу «Толстяк» (англ. Fat man) на японский город Нагасаки в конце Второй мировой войны. В настоящее время находится в Национальном музее ВВС США.

## Бомбардировщик до Нагасаки
Бомбардировщик был собран на заводе Гленна Мартина, что в Белвью, штат Небраска, США. Модель самолёта — Боинг Б-29 «Суперфортресс», серийный номер — 44-27297. 
19 марта 1945 года самолёт был передан 393-й эскадрилье ВВС Армии США и доставлен на базу Уэндовер, штат Юта, где находилась учебная база 509-й смешанной группы, в состав которой и входила 393 эскадрилья. В июне 1945 года бомбардировщик переправлен на остров Тиниан. 
До бомбардировки Нагасаки «Bockscar» совершил несколько учебных и боевых полётов.

## Члены экипажа

### Регулярный экипаж
- Капитан Фредерик Бок[англ.] (англ. Frederick C. Bock) — командир экипажа (этим объясняется имя собственное «Bockscar», содержащее каламбур: boxcar по-английски — «крытый товарный вагон», а также рисунок на борту самолёта);
- Лейтенант Хью Фергюсон;
- Лейтенант Леонард Годфри;
- Лейтенант Чарльз Леви;
- Старший сержант Родэрик Арнольд;
- Сержант Ральф Белангер;
- Сержант Райф Курри;
- Сержант Уильямс Барни;
- Сержант Роберт Сток.

### Экипаж, участвовавший в бомбардировке Нагасаки
Экипаж самолёта 9 августа 1945 года (англ. Crew C-15) состоял из тринадцати человек:
1. Майор Чарльз Уильям Суини (1919—2004) — командир экипажа;
2. Капитан Чарльз Дональд Альбери («Дон») (1920—2009) — второй пилот;
3. Лейтенант Фредерик Джей («Фред») Оливи (1922—2004) — пилот;
4. Капитан Кермит Кинг Бихан (1918—1989) — бомбардир;
5. Капитан Джеймс Ван Пельт-младший (1918—1994) — штурман;
6. Лейтенант Джекоб Безер (1921—1992) — специалист по противорадарной борьбе, единственный член экипажа, который участвовал в бомбардировках и Хиросимы, и Нагасаки.
7. Коммандер Фредерик Линкольн («Дик») Эшворт (1912—2005) — специалист по атомной бомбе;
8. Лейтенант Филипп М Барнес (1917—1998) — помощник специалиста по атомной бомбе;
9. Мастер-сержант Джон Д Кухарек (1914—2001) — бортинженер;
10. Штаб-сержант Реймонд Си («Рэй») Галлахер (1921—1999) — помощник бортинженера;
11. Штаб-сержант Эдвард К Бакли (1913—1981) — оператор радара;
12. Сержант Абрахам М («Эйб») Спитцер (1912—1984) — радист;
13. Сержант Альберт Т («Паппи») ДеХарт (1915—1976) — хвостовой стрелок;

## Атомная бомбардировка Нагасаки
На самом деле целью второй американской ядерной бомбардировки была Кокура, Нагасаки — запасная цель. Бомбардировщик взлетел с острова Тиниан 9 августа 1945 в 2:47 по токийскому времени.
В 9:20 самолёт подлетел к Кокуре. К этому моменту, однако, над городом наблюдалась уже 70%-ная облачность, что не позволяло провести визуальное бомбометание. После трёх безуспешных заходов на цель в 10:32 Суини взял курс на Нагасаки.
В 10:56 В-29 прибыл к Нагасаки, который, как выяснилось, также был закрыт облаками. Суини нехотя одобрил намного менее точный заход на цель по радару. В последний момент, однако, бомбардир-наводчик капитан Кермит Бихан в просвете между облаками заметил силуэт городского стадиона и, ориентируясь на него, произвёл сброс атомной бомбы.
Взрыв произошёл в 11:02 местного времени на высоте около 500 метров. Мощность взрыва составила около 21 килотонны. В-29 на последних остатках горючего всё же дотянул до запасного аэродрома на Окинаве, где и смог успешно приземлиться: «Суини позднее говорил, что горючего не хватило, чтобы отвести самолёт с посадочной дорожки в сторону».

## Дальнейшая судьба бомбардировщика
В ноябре 1945 Bockscar был доставлен обратно в США, самолёт стал числиться в авиабазе Розуэлла (штат Нью-Мексико). В августе 1946 года Bockscar был передан в авиабазу Девис-Монтен, в котором хранился как музейный экспонат. В сентябре этого же года был передан в Музей Воздушных сил (теперь — Национальный музей Военно-воздушных сил США), в котором хранится и по сей день.
|  |  |

## Галерея
|  |  | Носарт бомбардировщиа |